# Magnifest

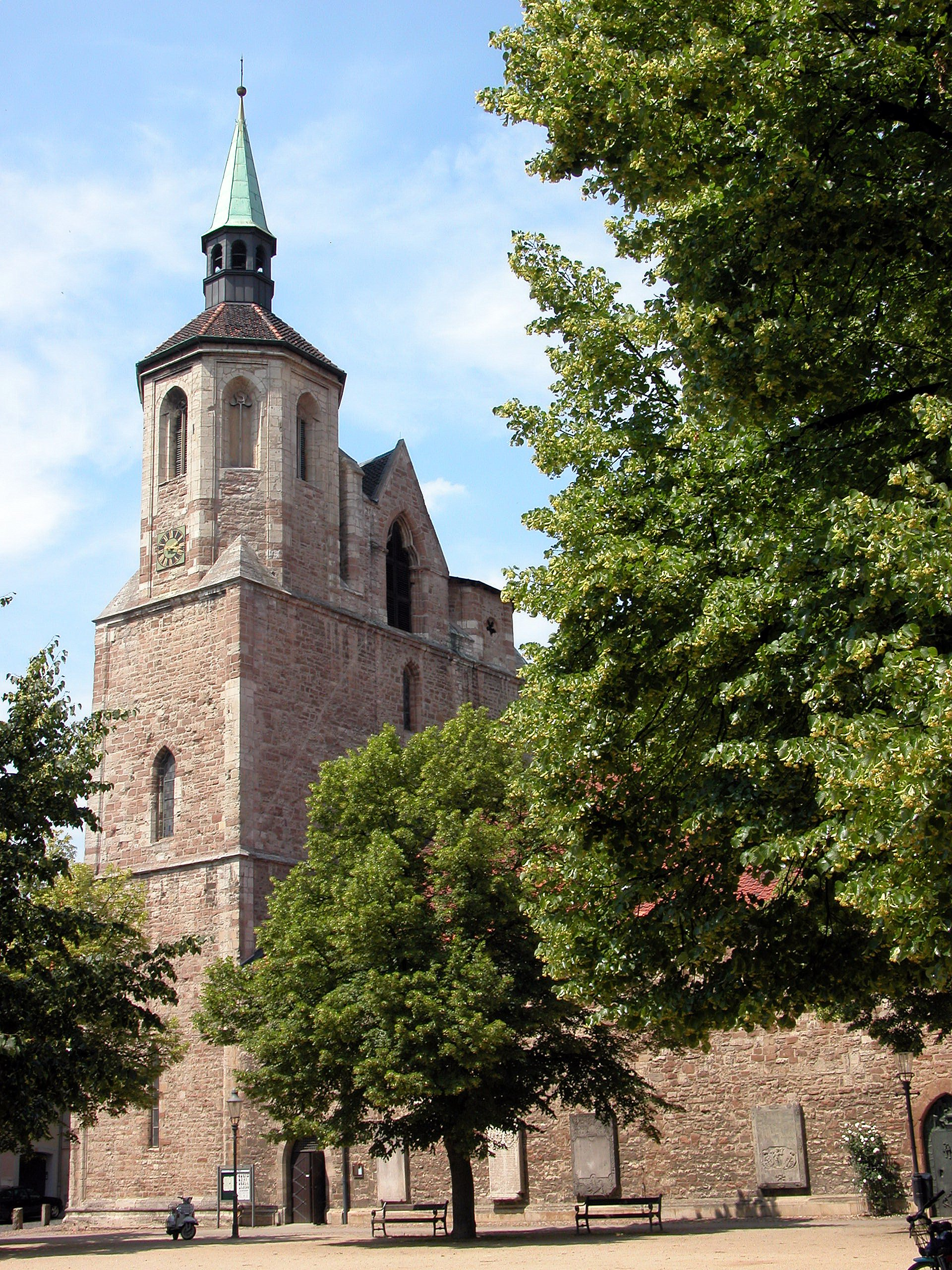
Mittelpunkt des Magnifestes: Die Magnikirche

Das Magnifest ist ein Straßenfest mit Kleinkunst und Marktständen, das seit 1974 alljährlich meist am ersten Septemberwochenende mit bis zu 150.000 Besuchern im historischen Magniviertel in Braunschweig stattfindet.

## Geschichte
Das erste Magnifest fand 1974 auf dem Magnikirchplatz und dem Ölschlägern statt und war als Bürgerfest von den Geschäftsleuten für die Bewohner geplant. Die dreitägige Veranstaltung ist eines der größten und ältesten Stadtteilfeste Norddeutschlands.

## Aktivitäten
Das Magnifest beginnt üblicherweise am Freitag des ersten September-Wochenendes mit der Eröffnungsrede des amtierenden Oberbürgermeisters. Als Open-Air-Veranstaltung bietet es eine Mischung aus Live-Musik, Kleinkunst und Gastronomie. Besonders zahlreich sind die Auftritte professioneller Cover- und Tributebands, die die Musik bekannter Künstler spielen.
Das Magnifest erstreckt sich über das ganze Magniviertel.